# Debiut (album Czesława Mozila)
Debiut – pierwszy album studyjny zespołu polskiego wokalisty i muzyka Czesława Mozila – Czesław Śpiewa. Wydawnictwo ukazało się 7 kwietnia 2008 roku nakładem wytwórni muzycznej Mystic Production. Album został wyprodukowany przez duet Jonas Jensen i Czesław Mozil. 
Album dotarł do 1. miejsca listy OLiS w Polsce. 16 marca 2011 roku płyta uzyskała w Polsce status dwukrotnej platyny osiągając łącznie nakład ponad 70 tysięcy egzemplarzy.
Teksty do utworów zostały napisane przez internautów na czacie Multipoezja.onet.pl prowadzonym przez Michała Zabłockiego. W nagrywaniu albumu uczestniczyły m.in. Kwintet Dęty: Femme Fatale, Chór Świętej Anny z Kopenhagi, Chór Dobrej Karmy i Chór Impreza U Jakuba oraz artyści akompaniujący Czesławowi na mandolinie, gitarze basowej, fujarkach, perkusji, gitarach, saksofonie, kontrabasie czy waltorni.
Ilustracje do płyty wykonała Jaśmina Parkita.
Pierwszym singlem promującym płytę była kompozycja „Maszynka do świerkania” do której został zrealizowany także teledysk. Zdjęcia do obrazu zostały wykonane w barze Kulkafeen w centrum Kopenhagi, którego współwłaścicielem był Mozil, który po powrocie do Polski jednak zdecydował się na jego sprzedanie. Kolejne teledyski zostały zrealizowane do utworów †Mieszko i Dobrawa jako początek Państwa Polskiego” i „Ucieczka z wesołego miasteczka”.
Teledysk do piosenki „Maszynka do świerkania”, otrzymał nagrodę międzynarodowego kanadyjskiego festiwalu wideoklipów Crave Fest 2008 w kategorii wideoklipów nieanglojęzycznych.
19 maja 2023 roku wydano reedycję albumu na płycie winylowej.

## Lista utworów
1. „Ucieczka z wesołego miasteczka” – 3:27
2. „Tyłem do przodka” – 3:24
3. „Maszynka do świerkania” – 3:04
4. „Żaba tonie w betonie” – 3:58
5. „Wesoły kapelusz” – 3:30
6. „Mieszko i Dobrawa jako początek Państwa Polskiego” – 1:26
7. „Pożycie małżeńskie” – 3:46
8. „Kradzież cukierka” – 3:55
9. „Język węża” – 3:39
10. „Efekt uboczny trzeźwości” – 4:28

## Twórcy
Opracowano na podstawie materiału źródłowego.
| - Czesław Mozil – akordeon, instrumenty klawiszowe, śpiew - Ania Brachaczek – wokal wspierający (utwór 7) - Chór Dobrej Karmy – chór (utwór 9) - Chór Impreza u Jakuba – chór (utwory 2, 4, 9) - Chór Świętej Anny – chór (utwory 1, 2) - Marta Czeszejko-Sochacka – wokal wspierający (utwór 7) - Daniel Heloy Davidsen – gitara (utwory 1, 2, 4, 6, 9) - Karen Duelund Mortensen – saksofon (utwory 3, 4, 5, 7, 9) - Linda Edsjö – perkusja, marimba, wibrafon (utwory 3, 4, 5, 7, 8, 9, 10) - Jakob Bjorn Hansen – perkusja (utwory 2, 6, 10) - Morten Helbourne – perkusja (utwory 3, 9) - Jonas Jensen – wokal wspierający, instrumenty klawiszowe, mandolina (utwory 1, 3, 5, 7, 8, 9) | - Mads L. Kristensen – kontrabas (utwory 4, 7) - Hans Finn Moller – gitara basowa, fujarka (utwory 2, 6) - Mette Moller – puzon (utwór 10) - Jakob Munck Mortensen – trąbka (utwór 1) - Pernille Nilsson – trąbka (utwór 10) - Magdalena Orzechowska – śpiew (utwór 5) - Martin Bennebo Pedersen – akordeon, instrumenty klawiszowe (utwory 3, 5, 7, 9, 10) - Dominika Piwkowska – waltornia (utwór 10) - Kristina Schjelde – trąbka (utwór 10) - Pernille Louise Sejlund – skrzypce (utwór 6) - Susanne Vibak – trąbka (utwór 10) - Marie Louise von Bülow – kontrabas (utwór 3) |